# Powiat Ząbkowicki
Der Powiat Ząbkowicki ist ein Powiat (Kreis) in der polnischen Woiwodschaft Niederschlesien mit der Kreisstadt Ząbkowice Śląskie. Der Powiat hat eine Fläche von 802 km², auf der etwas mehr als rund 65.000 Einwohner leben.

## Gemeinden
Der Powiat umfasst sieben Gemeinden, davon
fünf Stadt-und-Land-Gemeinden;
- Bardo (Wartha)
- Kamieniec Ząbkowicki (Kamenz)
- Ząbkowice Śląskie (Frankenstein)
- Ziębice (Münsterberg in Schlesien)
- Złoty Stok (Reichenstein)

und zwei Landgemeinden;
- Ciepłowody (Tepliwoda)
- Stoszowice (Peterwitz)